# Heliconia uxpanapensis
Heliconia uxpanapensis är en enhjärtbladig växtart som beskrevs av C.Gut.Báez. Heliconia uxpanapensis ingår i släktet Heliconia och familjen Heliconiaceae. Inga underarter finns listade.